# Albano Albanese
Albano Albanese (Parenzo, 20 dicembre 1921 – 5 dicembre 2010) è stato un ostacolista e altista italiano.

## Biografia
Nel 1947 fu medaglia d'oro ai Giochi universitari internazionali (precursori delle Universiadi); Nel 1950 si piazzò al quarto posto ai campionati europei a Bruxelles.
Tra il 1945 e il 1952 fu sei volte campione italiano assoluto nei 110 metri ostacoli e nel 1950 conquistò il titolo anche nel salto in alto.

## Palmarès
| Anno | Manifestazione                     | Sede      | Evento   | Risultato | Prestazione | Note |
| ---- | ---------------------------------- | --------- | -------- | --------- | ----------- | ---- |
| 1947 | Giochi universitari internazionali | Parigi    | 110 m hs | Oro       | 14"90       |      |
| 1950 | Europei                            | Bruxelles | 110 m hs | 4º        | 15"1        |      |

## Campionati nazionali
- 6 volte campione italiano assoluti dei 110 m ostacoli (1945, 1948, 1949, 1950, 1951 e 1952)
- 1 volta campione italiano assoluto del salto in alto (1950)

1945
- Oro ai campionati italiani assoluti, 110 m hs - 15"7

1946
- Argento ai campionati italiani assoluti, 110 m hs - 15"3

1948
- Oro ai campionati italiani assoluti, 110 m hs - 15"5

1949
- Oro ai campionati italiani assoluti, 110 m hs - 15"3

1950
- Oro ai campionati italiani assoluti, 110 m hs - 14"9
- Oro ai campionati italiani assoluti, salto in alto - 1,83 m

1951
- Oro ai campionati italiani assoluti, 110 m hs - 15"2

1952
- Oro ai campionati italiani assoluti, 110 m hs - 15"1

1953
- Argento ai campionati italiani assoluti, 110 m hs - 15"3